# وادي كبير
وادي كبير هي بلدة عمانية قريبة من منطقة روي في محافظة مسقط، في شمال شرق عمان . 